# Subbelba tectopediosa
Subbelba tectopediosa är en kvalsterart som först beskrevs av Arthur P. Jacot 1938.  Subbelba tectopediosa ingår i släktet Subbelba och familjen Damaeidae. Inga underarter finns listade i Catalogue of Life.